# Двогодишња биљка
Према дужини живота зељасте биљке се деле на: једногодишње, двогодишње и вишегодишње (перене), док су дрвенасте искључиво вишегодишње.
Код двогодишњих биљака вегетативни органи: корен и изданци са листовима развијају се током једне вегетације, биљке презиме, а наредне вегетације цветају и формирају плод. Означавају се кругом са две тачке распоређене хоризонтално. Ова група је прилагођена зимским условима тако да не може да цвета и формира плод док не прође кроз период ниских температура – период јаровизације (вернализације), мада има и оних које цветају пре зимског периода као што је дан и ноћ.
Поред ових „правих“ двогодишњих биљака једна група једногодишњих може успешно да презими у јувенилном облику, и при касној сетви (август) развије цветове у рано пролеће (Campanula medium L. или Antirrhinum majus L.), што је одлика двогодишњих биљака. Ако се оне посеју у рано пролеће формирају цвет и плод до краја вегетације (без вернализације). Са друге стране двогодишње лиснодекоративне биљке, као украсни купус, користе се у првој вегетацији због декоративног листа, а не у другој када формирају неугледне цветове.
Једногодишње и двогодишње украсне биљке се једним именом зову и сезонске (сезонски расад) јер се међусобно смењују на истој површини. У другој половини маја саде се једногодишње биљке, а на њихово место двогодишње у првој половини октобра и остају ту до наредног маја. Сезонско цвеће се употребљава на репрезентативним површинама (партерима, ронделама, цветним лејама, бордурама око споменика, испред јавних зграда и различитим категоријама зелених простора) и захтева интензивно одржавање. Ређе је оно у комбинацији са перенама и жбунастим врстама.
- Слезовача.
- Бела рада.
- Шебој са ознаком двогодишње биљке.
- Споменак.
- Дан и ноћ.
- Украсни купус.

## Најчешће двогодишње биљке код нас
- слезовача (Alcea rosea L)
- анђелика (Angelica archangelica L.)
- бела рада (Bellis perennis L.)
- звончић (Campanula medium L.)
- турски каранфил (Dianthus barbatus L.)
- напрстак (Digitalis purpurea L.)
- шебој (Erysimum cheiri (L.) Crantz)
- месечница (Lunaria annua L.)
- споменак (Myosotis sylvatica Ehrh. ex Hoffm.)
- пуцавац (Silene pendula L.)
- дан и ноћ (Viola tricolor L.)

- шаргарепа (Daucus carota L.)
- цвекла (Beta vulgaris L.)
- купус (Brassica oleracea L.)
- црни лук (Allium cepa L.)
- першун (Petroselinum crispum (Mill.) Fuss)